# Сосновка (Пензенский район)
Сосновка — деревня в Пензенском районе Пензенской области России. Входит в состав Краснопольского сельсовета.

## История
В 1960 году указом Президиума Верховного Совета РСФСР деревня Жадовка переименована в Сосновка.

## Население
| 2010 |
| ---- |
| 6    |

## Известные уроженцы
Кустов Иван Семёнович (1930—2017) —  советский и российский юрист, руководитель прокуратуры. Почётный работник прокуратуры РСФСР (1990), заслуженный юрист РСФСР (1991).